# Амадей (фильм)
«Амаде́й» (англ. Amadeus) — кинофильм, снятый режиссёром Милошем Форманом по сценарию Питера Шеффера на основе одноимённой пьесы (1979), получивший 8 премий «Оскар», ещё 32 награды и 13 номинаций.
Пьеса Питера Шеффера, лёгшая в основу фильма, является вольной и крайне беллетризованной интерпретацией биографий композиторов Вольфганга Амадея Моцарта и Антонио Сальери. Была написана под влиянием «маленькой трагедии» А. С. Пушкина «Моцарт и Сальери» и основанной на ней одноимённой оперы Н. А. Римского-Корсакова.
В 2019 г. включён в Национальный реестр фильмов.

## Сюжет
1820-е годы. Антонио Сальери (Ф. Мюррей Абрахам) после неудачной попытки самоубийства попадает в сумасшедший дом. Молодой священник (Ричард Фрэнк) приходит исповедовать его, и Сальери рассказывает ему историю своей жизни.
В 1760-е совсем маленький Вольфганг Амадей Моцарт (Мирослав Секера) удивлял всех своим музыкальным мастерством, в то время как боготворивший его Сальери (Мартин Кавина) упорно занимался и молил Бога, чтобы тот сделал его музыкантом. К 1774 году Сальери получил должность придворного композитора в Вене и занимался с самим императором Иосифом II (Джеффри Джонс).
Через семь лет на приёме в честь покровителя Моцарта (Том Халс), князя-архиепископа Зальцбургского (Николас Кепрос), Сальери потрясён: гениальный музыкант оказывается бесшабашным, грубым, вульгарно смеющимся паяцем. Набожный католик Сальери не может понять, почему Всевышний наделил столь великим даром не его, а неотёсанного Моцарта. Ему начинает казаться, что Бог в насмешку над его посредственностью творит прекрасную музыку именно через Моцарта. Сальери отрекается от Бога и клянётся отомстить ему, уничтожив Моцарта.
Сальери притворяется союзником и другом Моцарта, прилагая все усилия, чтобы разрушить его репутацию и лишить его сочинения успеха. Здоровье, брак и репутация Моцарта при дворе серьёзно страдают из-за его пристрастия к спиртному, но его музыка по-прежнему превосходна.
Отец Моцарта (Рой Дотрис) приезжает к сыну в Вену и с неодобрением отзывается о его браке и поведении. Вернувшись в Зальцбург, отец вскоре умирает. Сальери заставляет Моцарта поверить, что его отец воскрес, чтобы заказать реквием по себе. Сальери надеется заполучить партитуру, убить Моцарта и затем исполнить реквием на его похоронах как своё сочинение.
Тем временем друг Моцарта, Эмануэль Шиканедер (Саймон Кэллоу), предлагает ему написать оперу «для народа». Моцарт соглашается и создаёт «Волшебную флейту». Опера имеет большой успех, но во время представления переутомлённый Моцарт падает в обморок. Сальери отвозит его домой и уговаривает продолжить реквием, а сам записывает ноты под диктовку прикованного к постели Моцарта. Прервавшись, чтобы передохнуть, Моцарт благодарит Сальери за то, что тот всегда был его другом. Сальери же признаёт, что Моцарт — величайший композитор, которого он знает.
На следующее утро возвращается Констанция (Элизабет Берридж). Она требует, чтобы Сальери немедленно уехал, и прячет незаконченный реквием под замок. Констанция подходит к кровати Моцарта и обнаруживает, что он мёртв. Моцарта провожают в последний путь лишь немногие близкие, его хоронят в общей могиле.
Молодой священник потрясён исповедью Сальери. Престарелый композитор говорит, что «милосердный» Всевышний предпочёл убить Моцарта, чем позволить Сальери украсть его музыку. Затем Сальери с горькой иронией обещает молиться за молодого священника и всех посредственностей в мире как покровитель их ордена. Дежурный (Брайан Петтифер) везёт Сальери в уборную мимо множества сумасшедших, Сальери приветствует их со словами: «Я прощаю вас, я прощаю вас всех…». Слышен заливистый смех Моцарта.

## В ролях
| Актёр             | Роль                                                   |
| ----------------- | ------------------------------------------------------ |
| Ф. Мюррей Абрахам | Антонио Сальери                                        |
| Том Халс          | Вольфганг Амадей Моцарт                                |
| Элизабет Берридж  | Констанция Моцарт                                      |
| Рой Дотрис        | Леопольд Моцарт                                        |
| Джеффри Джонс     | император Иосиф II                                     |
| Чарльз Кэй        | граф Франц фон Орсини-Розенберг                        |
| Саймон Кэллоу     | Эмануэль Шиканедер                                     |
| Джонатан Мур      | барон ван Свитен                                       |
| Кеннет Макмиллан  | Михаэль Шлумберг                                       |
| Родерик Кук       | граф фон Штрак                                         |
| Патрик Хайнс      | капельмейстер Джузеппе Бонно                           |
| Ричард Фрэнк      | отец Фоглер                                            |
| Кристин Эберсоул  | Катерина Кавальери                                     |
| Синтия Никсон     | Лорл, горничная Моцарта                                |
| Николас Кепрос    | Иероним фон Коллоредо, князь-архиепископ Зальцбургский |
| Винсент Скьявелли | лакей Сальери                                          |
| Дуглас Сил        | граф Арко                                              |
| Кенни Бейкер      | командор в пародии на «Дон Жуана»                      |
| Карел Фиала       | Дон Жуан в «Доне Жуане»                                |
| Эва Шенкова       | Марцеллина в «Женитьбе Фигаро»                         |
| Карел Эффа        | актёр театра Эмануэля Шиканедера                       |

## Съёмочная группа
- Режиссёр: Милош Форман
- Сценарист: Питер Шеффер

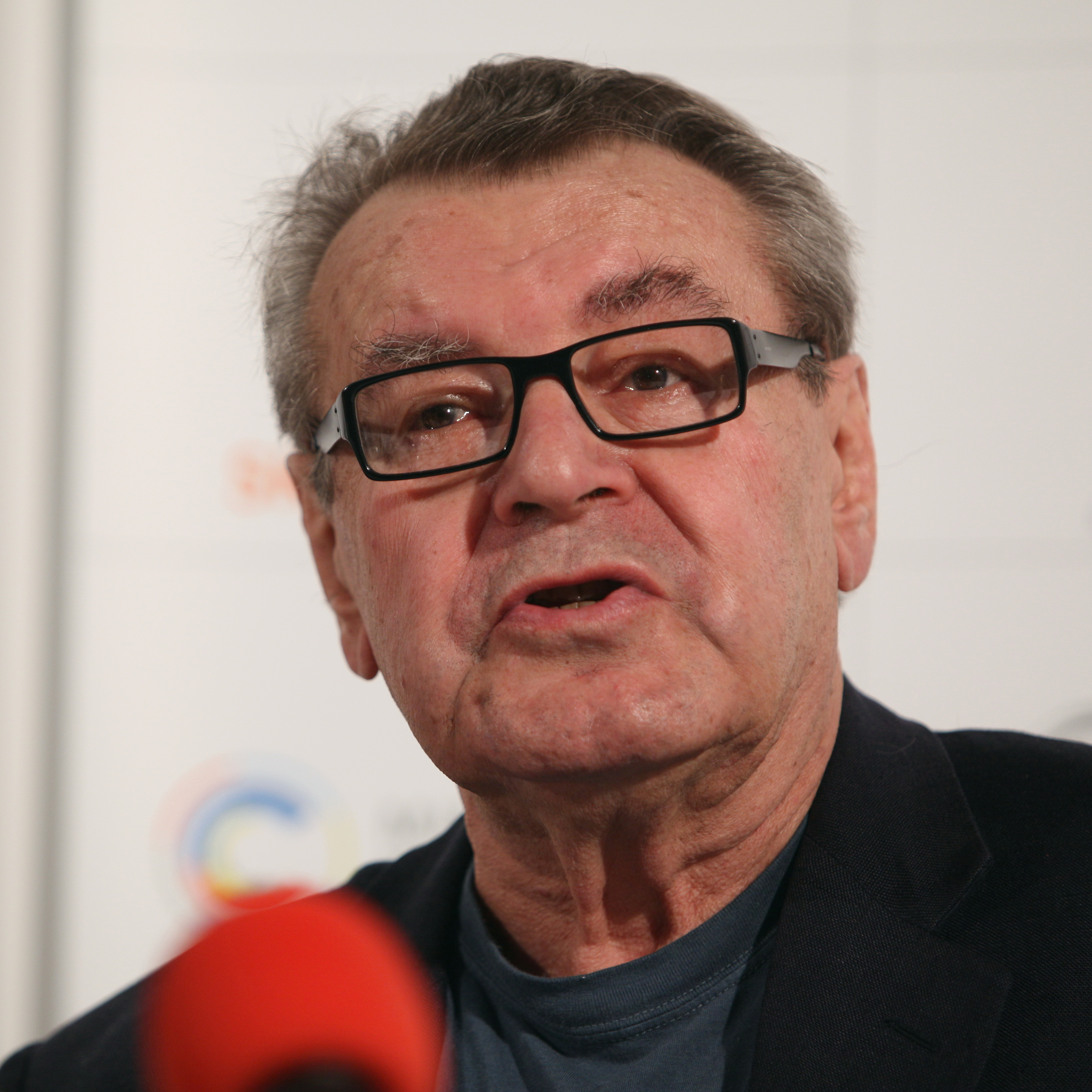
Милош Форман

- Продюсеры: Сол Зэнц, Бертил Олссон, Майкл Хауссман
- Композиторы: Вольфганг Амадей Моцарт, Антонио Сальери, Джованни Баттиста Перголези
- Оператор: Мирослав Ондржичек
- Монтаж: Майкл Чендлер
- Художник по костюмам: Теодор Пиштек

## Награды
Церемония награждения премией «Оскар» 1985 года проходила в Лос-Анджелесе 25 марта. В финале, для вручения награды за лучший фильм года на сцену поднялся престарелый Лоренс Оливье, он был настолько взволнован, что вместо объявления номинантов просто прочитал: «Это „Амадей“». После этого на сцену поднялся продюсер фильма, Сол Зэнц, который в своей благодарственной речи не забыл упомянуть других номинантов: «Поля смерти», «История солдата», «Поездка в Индию» и «Места в сердце».
Всего фильм был удостоен 8 премий Оскар», 4 премий BAFTA, 4 премий «Золотой глобус» и многих других престижных наград.
- 1985 «Оскар»
  - Лучший фильм (продюсер: Сол Зэнц)
  - Лучший режиссёр (Милош Форман)
  - Лучший актёр в главной роли (Ф. Мюррей Абрахам)
  - Лучший адаптированный сценарий (Питер Шеффер)
  - Лучший дизайн костюмов — Теодор Пиштек
  - Лучшая работа художника — Патриция Фон Бранденстайн (постановщик), Карел Черны (декоратор)
  - Лучший грим — Пол Леблан, Дик Смит
  - Лучший звук — Марк Бергер, Томас Скотт, Тодд Бёкельхейд, Кристофер Ньюман
- 1986 BAFTA
  - Лучшая работа оператора (Мирослав Ондржичек)
  - Лучший монтаж
  - Лучший грим
  - Лучший звук
- «1985 Золотой глобус»
  - Лучший художественный фильм в жанре драма
  - Лучший режиссёр художественного фильма (Милош Форман)
  - Лучший актёр в художественном фильме (Ф. Мюррей Абрахам)
  - Лучший сценарий для художественного фильма (Питер Шеффер)
- «1985 Сезар»
  - Лучший зарубежный фильм (Милош Форман)
- 1985 David di Donatello
  - Лучший зарубежный фильм (Милош Форман)
  - Лучший режиссёр зарубежного фильма (Милош Форман)
  - Лучший зарубежный актёр (Том Халс)

## Факты
- История, рассказанная в фильме, является вымышленной, а образ Сальери, созданный Шеффером, не имеет ничего общего с оригиналом. На самом деле Антонио Сальери в своё время был гораздо более известен, чем Моцарт, и, ни в коей мере не являясь ни бездарным, ни посредственным, пользовался заслуженным уважением со стороны коллег, в том числе и Моцарта[3]; Бетховен и Шуберт, ученики Сальери, посвящали ему свои сочинения. В течение 35 лет Сальери занимал в Вене высший музыкальный пост, имел немало завистников (на его пост — придворного капельмейстера — безуспешно претендовал и Моцарт)[4], но с лёгкой руки Пушкина сплетня, сочинённая недоброжелателями, превратилась в легенду: Сальери стал восприниматься как негодяй и завистливый монстр; хотя вина его никогда не была доказана и даже слух о том, будто на смертном одре он сам сознался в убийстве Моцарта, никем и ничем не был подтверждён. После того как английский театр представил в Италии пьесу Шеффера, вызвавшую негодование у соотечественников композитора, Миланская консерватория инициировала процесс над Сальери — по обвинению в убийстве Моцарта. В мае 1997 года суд, заседавший в главном зале миланского Дворца юстиции, заслушав свидетелей обвинения и защиты (исследователей жизни и творчества Моцарта и Сальери, а также врачей), вынес композитору оправдательный приговор[5][6].
- Тем не менее, в отличие от пьесы-первоисточника, в фильме Сальери не убивает Моцарта (хотя и думает об этом), тот умирает от естественных причин. Также Сальери показан ненадёжным рассказчиком, который в безумии мог выдумать всю эту историю.
- Человек в чёрном в фильме заказывает Моцарту реквием зимой, в действительности была середина лета и Сальери никакого отношения к этой истории не имел: имена заказчика и посредника музыковедам хорошо известны[уточнить][7].